# Herman Frank
Pour les articles homonymes, voir Frank.
Herman Frank est un guitariste allemand. Il rejoint le groupe Accept en remplacement de Jan Koemmet, juste avant la sortie de leur album de 1982 Restless and Wild et le quitte après la sortie de l'album suivant Balls to the Wall. Il est alors remplacé par Jorg Fischer. Il joue à nouveau avec Accept durant leur brève reformation de 2005 le temps de quelques festivals, et à nouveau pour la reformation de 2009. En 2010, il participe à l'enregistrement de l'album Blood of the Nations.
Il enregistre également des albums avec poison sun, Hazzard, Victory, Moon'Doc, Sinner et Saeko, et travaille en tant que producteur, entre autres pour Saxon, Rose Tattoo, Molly Hatchet et Crown of Creation. En 2014, il fonde avec Stefan Schwarzmann (ex-batteur d'Accept) et Schmier (le bassiste et vocaliste du groupe Destruction, le groupe (The German) Panzer. Il quitte le groupe Accept, quelques mois après, officiellement pour des raisons d'incompatibilité de planning des tournées des deux groupes.

## Discographie

### Avec Panzer
- 2014 Send them all to Hell

### Avec Accept
- 1982 Restless and Wild
- 1983 Balls to the Wall
- 2010 Blood of the Nations
- 2012 Stalingrad (album d'Accept)
- 2014 Blind Rage

### Avec Hazzard
- 1983 Hazzard

### Avec Victory
- 1985 Victory
- 1986 Don't Get Mad… Get Even
- 1987 Hungry Hearts
- 1989 Culture Killed The Native
- 1990 Temples of Gold
- 1992 You Bought It – You name it
- 1996 Voiceprint
- 2003 Instinct

### Avec Sinner
- 1985 Touch of Sin

### Avec Moon'Doc
- 1995 Moon'Doc
- 1996 Get Mooned
- 2000 Realm of Legends

### Avec Saeko
- 2004 Above Heaven, Below Heaven
- 2006 Life

### Avec Thomsen
- 2009 Let's Get Ruthless

### Avec Poison Sun
- 2010 virtual sin

avec sa soeur Martina

## Littérature
- Matthias Blazek: Das niedersächsische Bandkompendium 1963–2003 – Daten und Fakten von 100 Rockgruppen aus Niedersachsen. Celle 2006, p. 148 suiv.  (ISBN 978-3-00-018947-0)